# Riffreiher
Der Riffreiher (Egretta sacra) ist ein Vogel aus der Familie der Reiher. Es werden zwei Farbmorphen unterschieden. Die Verbreitung erstreckt sich über die gesamte orientalische und ozeanische Region von Indien und Südostasien bis nach Japan, Australien, Tasmanien, Neuseeland und Polynesien.

## Beschreibung

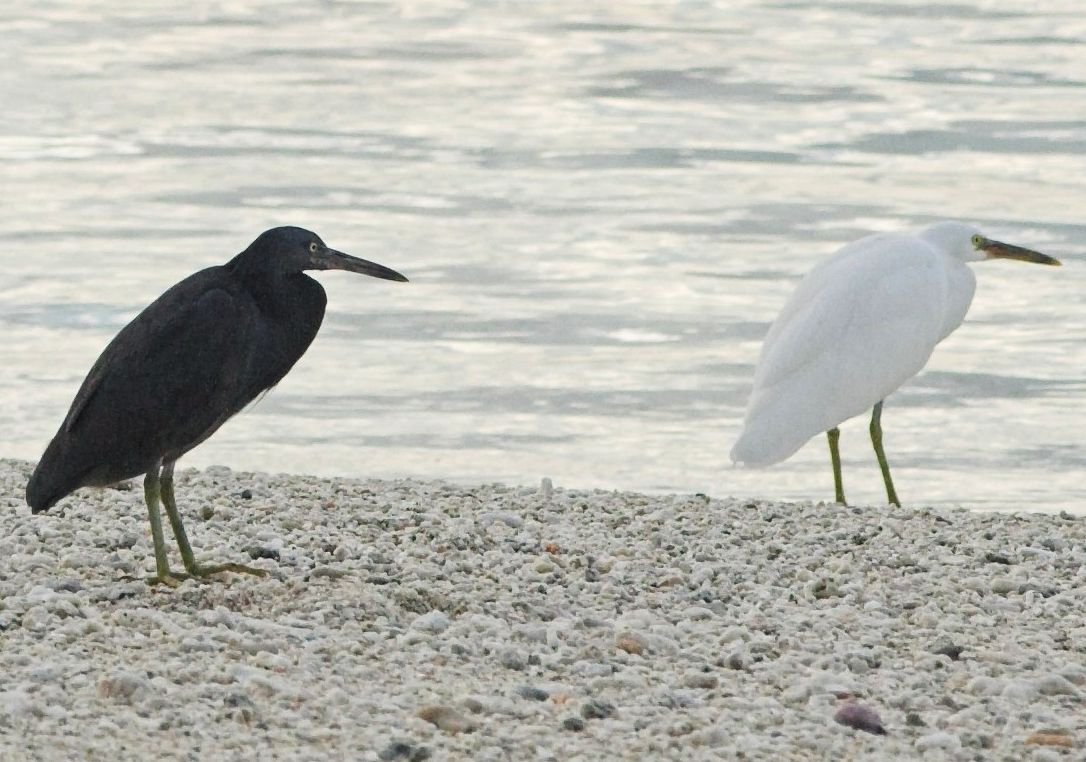
Dunkle und helle Form nebeneinander

Dieser mittelgroße Reiher erreicht eine Länge von 57 bis 66 cm und eine Flügelspannweite von 90 bis 110 cm. Sein Gewicht beträgt über 400 g. Die Beine sind sehr kurz und gelblich. Das Gefieder ist schiefergrau. An Kehle und Kinn befindet sich ein schmaler, weißer Streifen. Während der Brutzeit hat er lange Schmuckfedern an Hals und Rücken. Der Schnabel ist braun und die Augen haben eine gelbliche Farbe. Die umgebende Gesichtshaut zeigt einen grünlichgelben Ton.
Bei den Riffreihern herrscht Dimorphismus, das heißt, es gibt zwei farbliche Varianten. Der Anteil heller und dunkler Morphen variiert je nach Verbreitungsgebiet. Auf Neuseeland kommt fast ausschließlich die dunkle Farbmorphe vor.

## Lebensraum und Lebensweise

Verbreitungskarte

Der Lebensraum des Riffreihers sind Küstengebiete und Flussmündungen. Er präferiert steinige Küstenabschnitte und nutzt auch Korallenriffe. Er hält sich außerdem in den Gezeitenzonen von Flussmündungen auf oder nutzt mangrovenbestandene Küstenabschnitte. Er kommt auch an Sandstränden vor, wenn dort die Brandung gemäßigt ist. Im Inland wird er verhältnismäßig selten beobachtet. In Neuseeland kommt er auch an Stadtstränden vor und zeigt verhältnismäßig wenig Scheu gegenüber Fußgängern und Straßenverkehr.
Die Nahrung des Riffreihers besteht aus Fischen, Mollusken, Krebsen und anderen Meerestieren, die er im geduckten Gang erbeutet.
Der Riffreiher brütet ganzjährig in Kolonien im Dschungel, zwischen Palmen und Mangroven oder in Höhlungen beziehungsweise alten Gebäuden. Zwei bis drei fahl grünlichblaue Eier werden in ein Nest aus Zweigen und Blüten gelegt. Weibchen und Männchen teilen sich das Brutgeschäft. Die Brutdauer beträgt bis zu 28 Tage. Anschließend werden die Jungen ca. 5 Wochen von den Eltern versorgt.

## Status
In Australien steht der Riffreiher seit 1974 unter Naturschutz. Die IUCN stuft ihn als nicht gefährdet (least concern) ein.

## Belege

### Einzelbelege
1. ↑   Higgins, S. 1004
2. ↑   Higgins, S. 1003